# Aspidistra glandulosa
Aspidistra glandulosa är en sparrisväxtart som först beskrevs av François Gagnepain, och fick sitt nu gällande namn av Tillich. Aspidistra glandulosa ingår i släktet Aspidistra och familjen sparrisväxter. Inga underarter finns listade i Catalogue of Life.